# 公益目的事業
公益目的事業（こうえきもくてきじぎょう）とは、公益社団法人及び公益財団法人の認定等に関する法律（以下「公益法人認定法」という。）上の概念であり、「学術、技芸、慈善その他の公益に関する（同法の）別表各号に掲げる種類の事業であって、不特定かつ多数の者の利益の増進に寄与するもの」をいう（同法2条4号）。

## 概要
公益目的事業を行うことを主たる目的とするなど公益認定基準を満たす一般社団法人または一般財団法人は、行政庁（内閣総理大臣または都道府県知事）の公益認定を受けることにより、公益社団法人または公益財団法人になることができる。
どのような事業が「公益目的事業」に該当するかについては、行政庁の諮問を受けた公益認定等委員会（内閣総理大臣（国）の場合。都道府県にも同様の合議制の機関が置かれている。）が、答申の形式で判断することとされている。
その判断は、A（別表各号に掲げられた種類の事業に該当すること）+B（不特定かつ多数の者の利益の増進に寄与すること）という枠組みにより行われる。

## 別表各号23事業
公益法人認定法別表各号に掲げられた種類の事業とは、以下の23事業をいう。なお、2024年5月現在、第23号の「政令」が未制定であるため、事実上は22種類である。このうち、第14号の「男女共同参画社会の形成その他のより良い社会の形成の推進」がいわゆるバスケット・クローズ（ほかの号に当てはまらない場合の受け皿）として利用されるこことが想定されている。
- 一　学術及び科学技術の振興を目的とする事業
- 二　文化及び芸術の振興を目的とする事業
- 三　障害者若しくは生活困窮者又は事故、災害若しくは犯罪による被害者の支援を目的とする事業
- 四　高齢者の福祉の増進を目的とする事業
- 五　勤労意欲のある者に対する就労の支援を目的とする事業
- 六　公衆衛生の向上を目的とする事業
- 七　児童又は青少年の健全な育成を目的とする事業
- 八　勤労者の福祉の向上を目的とする事業
- 九　教育、スポーツ等を通じて国民の心身の健全な発達に寄与し、又は豊かな人間性を涵養することを目的とする事業
- 十　犯罪の防止又は治安の維持を目的とする事業
- 十一　事故又は災害の防止を目的とする事業
- 十二　人種、性別その他の事由による不当な差別又は偏見の防止及び根絶を目的とする事業
- 十三　思想及び良心の自由、信教の自由又は表現の自由の尊重又は擁護を目的とする事業
- 十四　男女共同参画社会の形成その他のより良い社会の形成の推進を目的とする事業
- 十五　国際相互理解の促進及び開発途上にある海外の地域に対する経済協力を目的とする事業
- 十六　地球環境の保全又は自然環境の保護及び整備を目的とする事業
- 十七　国土の利用、整備又は保全を目的とする事業
- 十八　国政の健全な運営の確保に資することを目的とする事業
- 十九　地域社会の健全な発展を目的とする事業
- 二十　公正かつ自由な経済活動の機会の確保及び促進並びにその活性化による国民生活の安定向上を目的とする事業
- 二十一　国民生活に不可欠な物資、エネルギー等の安定供給の確保を目的とする事業
- 二十二　一般消費者の利益の擁護又は増進を目的とする事業
- 二十三　前各号に掲げるもののほか、公益に関する事業として政令で定めるもの

## 不特定かつ多数の者の利益の増進に寄与
「不特定かつ多数の者の利益の増進に寄与」する事業であるかについては、国・４７都道府県とも内閣府の公益認定等委員会が策定した「公益目的事業のチェックポイントについて」を行政手続法・行政手続条例上の審査基準として制定・公表しており、これを参考にして判断される。特段の理由がない限りこのチェックポイントをクリアしていれば認定されるが、逆に、これを完全にクリアしていないからと言って直ちに不認定になるという性格のものではない。なお、東京都に限っては、別途「公益目的事業の考え方」という留意事項があるが、これは行政手続条例上の審査基準として制定・公表されておらず、公益目的事業のチェックポイントをクリアしていれば、これに抵触しているからという理由で不認定とされることはない。

## 法人税法上の収益事業との関係
法人税法施行令第5条第2項は、収益事業（法人税法第2条第13号）として同令第5条第1項に掲げる事業のうち、公益目的事業に該当するものは収益事業に含まれないものとすると規定している。したがって、公益目的事業は非課税である。
公益法人制度改革の前の収益事業課税制度時代の発想からの「先に法人税法上の収益事業かどうかを区別する。次に収益事業でないものについて公益目的事業に該当するかどうかを判定する」（外形的に収益事業に該当すれば公益目的事業にならない）という考え方は、同条第2項の規定を見ても明らかなとおり誤りである。
公益目的事業の対価収益は、公益目的事業財産に加えられる。
収益事業等会計又は法人会計から公益目的事業会計への他会計振替額のうち、法人税法上の収益事業からのものは、いわゆる「みなし寄附」として課税対象から除かれる。ただし、公益目的事業財産に加えられる。
公益目的事業財産は、公益目的事業を行うために使用し、又は処分しなければならない。